# Reuilly (Eure)
Reuilly és un municipi francès situat al departament de l'Eure i a la regió de Normandia. L'any 2007 tenia 545 habitants.

## Demografia

### Població
El 2007 la població de fet de Reuilly era de 545 persones. Hi havia 181 famílies de les quals 26 eren unipersonals (13 homes vivint sols i 13 dones vivint soles), 50 parelles sense fills, 101 parelles amb fills i 4 famílies monoparentals amb fills.
La població ha evolucionat segons el següent gràfic:
Habitants censats

### Habitatges
El 2007 hi havia 200 habitatges, 187 eren l'habitatge principal de la família, 7 eren segones residències i 6 estaven desocupats. 196 eren cases i 3 eren apartaments. Dels 187 habitatges principals, 168 estaven ocupats pels seus propietaris, 16 estaven llogats i ocupats pels llogaters i 3 estaven cedits a títol gratuït; 1 tenia una cambra, 3 en tenien dues, 15 en tenien tres, 52 en tenien quatre i 115 en tenien cinc o més. 137 habitatges disposaven pel capbaix d'una plaça de pàrquing. A 63 habitatges hi havia un automòbil i a 112 n'hi havia dos o més.

### Piràmide de població
La piràmide de població per edats i sexe el 2009 era:
| Homes | Edats   | Dones |
| ----- | ------- | ----- |
| 0     | 95 o +  | 0     |
| 0     | 90 a 94 | 0     |
| 4     | 85 a 89 | 0     |
| 4     | 80 a 84 | 0     |
| 0     | 75 a 79 | 0     |
| 0     | 70 a 74 | 8     |
| 12    | 65 a 69 | 12    |
| 8     | 60 a 64 | 4     |
| 12    | 55 a 59 | 12    |
| 32    | 50 a 54 | 20    |
| 20    | 45 a 49 | 12    |
| 24    | 40 a 44 | 28    |
| 28    | 35 a 39 | 24    |
| 16    | 30 a 34 | 28    |
| 4     | 25 a 29 | 8     |
| 24    | 20 a 24 | 16    |
| 24    | 15 a 19 | 24    |
| 24    | 10 a 14 | 0     |
| 40    | 5 a 9   | 16    |
| 8     | 0 a 4   | 24    |

## Economia
El 2007 la població en edat de treballar era de 357 persones, 283 eren actives i 74 eren inactives. De les 283 persones actives 268 estaven ocupades (135 homes i 133 dones) i 14 estaven aturades (8 homes i 6 dones). De les 74 persones inactives 27 estaven jubilades, 26 estaven estudiant i 21 estaven classificades com a «altres inactius».

### Ingressos
El 2009 a Reuilly hi havia 187 unitats fiscals que integraven 554 persones, la mediana anual d'ingressos fiscals per persona era de 20.893 €.

### Activitats econòmiques
Dels 9 establiments que hi havia el 2007, 1 era d'una empresa de fabricació d'altres productes industrials, 5 d'empreses de construcció, 2 d'empreses de comerç i reparació d'automòbils i 1 d'una empresa de transport.
Dels 4 establiments de servei als particulars que hi havia el 2009, 2 eren paletes, 1 electricista i 1 empresa de construcció.
L'any 2000 a Reuilly hi havia 8 explotacions agrícoles que ocupaven un total de 760 hectàrees.

## Equipaments sanitaris i escolars
El 2009 hi havia una escola elemental integrada dins d'un grup escolar amb les comunes properes formant una escola dispersa.

## Poblacions més properes
El següent diagrama mostra les poblacions més properes.